# Eusébio Leão

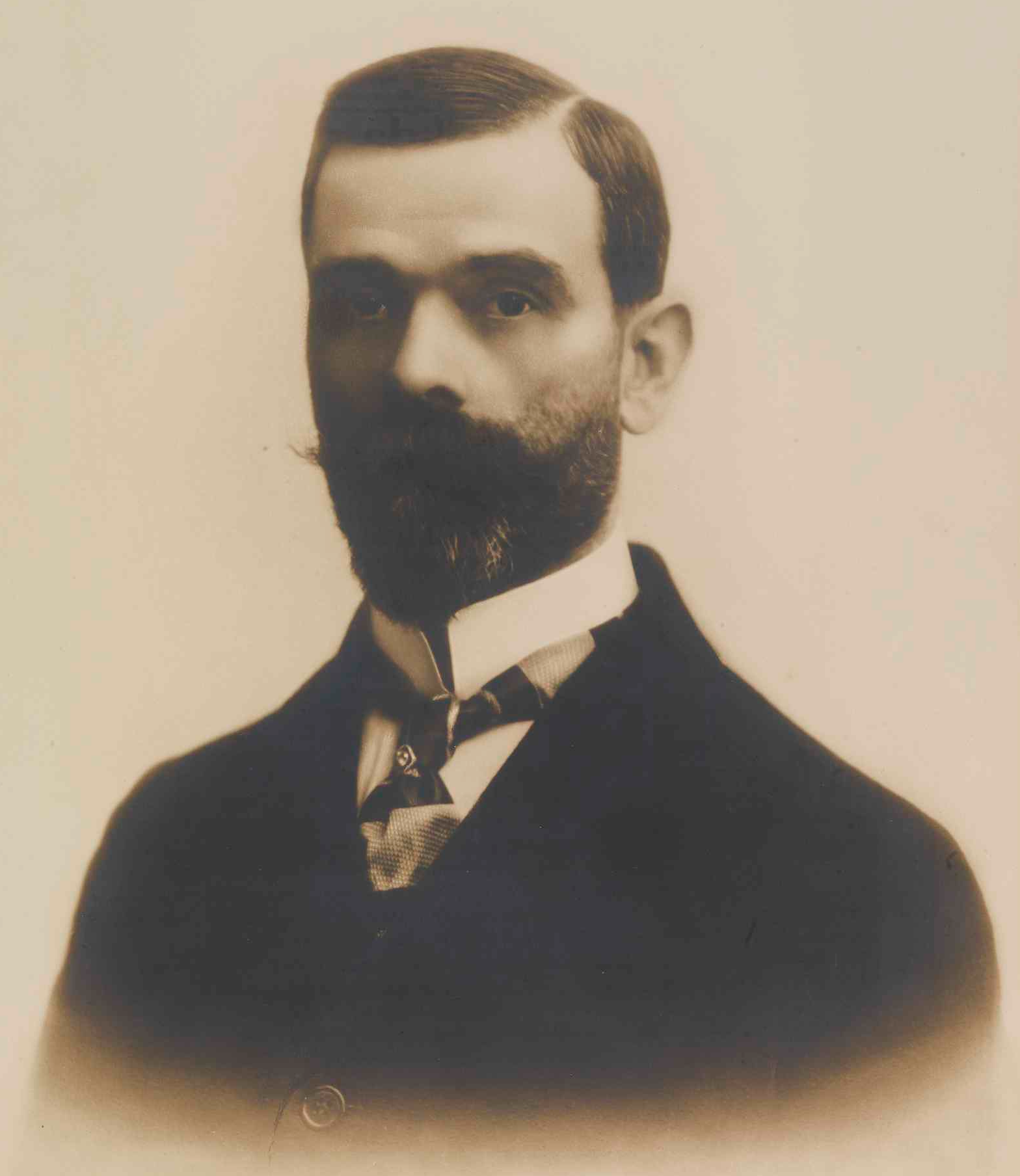
Eusébio Leão.

Francisco Eusébio Lourenço Leão (Gavião, Gavião, 2 de Fevereiro de 1864 - Lisboa, 21 de Novembro de 1926) foi médico e político republicano português.
Filho de Eusébio Lourenço, de Nisa, Amieira do Tejo, e de sua mulher Ana Heitor, de Gavião, Atalaia e irmão de Ramiro Leão.
Formou-se na Escola Médico-Cirúrgica de Lisboa em 1890, exercendo clínica como médico municipal em Gavião até 1895. Fez estágios em Paris e Berlim e especializou-se em urologia.
Já instalado em Lisboa, colabora em numerosas publicações, entre as quais a revista A Imprensa (1885-1891) e participa activamente na propaganda republicana em torno da questão do Ultimatum britânico de 1890.
Entrou para a Maçonaria em 1893.
Foi um dos fundadores do jornal "A Patria" e, em Outubro de 1909, viria a ser eleito secretário do Directório do Partido Republicano Português, apresentando-se diversas vezes como candidato a deputado embora sem nunca ter sido eleito.
Foi o responsável pela leitura da proclamação da República, no dia 5 de Outubro de 1910, na varanda dos Paços do Concelho.
Foi nomeado governador civil do Distrito de Lisboa e viria a ser eleito deputado à Assembleia Nacional Constituinte pelo círculo de Portalegre, integrando depois o Senado.
Com a cisão do Partido Republicano, acabou por apoiar a União Republicana de Brito Camacho.
Em Fevereiro de 1912 foi nomeado ministro em Roma, mantendo-se nesse posto até Outubro de 1926.
Casou com Laura Virgínia de Barros de Azevedo e foi pai da actriz Esther Leão.